# Chrysophylleae
Chrysophylleae, tribus zapotovki, dio potporodice Chrysophylloideae.
Sastoji se od 25 rodova.. Tipični je krizofilum (Chrysophyllum), rod vazdazelenog grmlja i drveća iz tropske i suptropske Amerike.

## Rodovi
1. Pichonia Pierre (13 spp.)
2. Pouteria Aubl. (218 spp.)
3. Van-Royena Aubrév. (1 sp.)
4. Pleioluma Baill. (40 spp.)
5. Planchonella Pierre (102 spp.)
6. Sahulia Swenson (1 sp.)
7. Sersalisia R. Br. (18 spp.)
8. Aningeria Aubrév. & Pellegr. (6 spp.)
9. Aubregrinia Heine (1 sp.)
10. Breviea Aubrév. & Pellegr. (1 sp.)
11. Micropholis (Griseb.) Pierre (38 spp.)
12. Chromolucuma Ducke (6 spp.)
13. Donella Pierre ex Baill. (17 spp.)
14. Chrysophyllum L. (74 spp.)
15. Ecclinusa Mart. (12 spp.)
16. Delpydora Pierre (2 spp.)
17. Sarcaulus Radlk. (5 spp.)
18. Elaeoluma Baill. (5 spp.)
19. Amorphospermum F. Muell. (1 sp.)
20. Niemeyera F. Muell. (7 spp.)
21. Pradosia Liais. (28 spp.)
22. Pycnandra Benth. (61 spp.)
23. Synsepalum (A. DC.) Daniell (41 spp.)
24. Englerophytum K. Krause (19 spp.)
25. Xantolis Raf. (14 spp.)